# Vestnik mody
Vestnik mody. Illjustrirovannyj zjurnal mody, choziajstva i literatury (ryska: Ве́стник мо́ды. Иллюстрированный журнал моды, хозяйства и литературы; 'Modehärolden. En illustrerad tidskrift för mode, ekonomi och litteratur') var en rysk damtidning. Den gavs ut varje vecka i Sankt Petersburg (Petrograd) från 1885 till 1918. Tidningen gavs ut av Nikolaj Alovert (1847–1927).
Vestnik mody var ny i sitt slag i Ryssland. Där var annars de flesta damtidningar om mode främst översatta utländska tidningar, vanligen tyska tidningar om franskt mode. 